# 新明斯特
新明斯特（德語：Neumünster，發音：[nɔʏˈmʏnstɐ] ⓘ）是德国石勒苏益格-荷尔斯泰因州的非县辖城市，面积71.66平方千米，2023年12月31日人口为80,185人。

## 友好城市
新明斯特与以下城市结为友好城市：
- 英格兰 格雷夫舍姆（英语：Gravesham）
- 波蘭 科沙林
- 德国 帕尔希姆